# Joaquim Pi i Margall
Joaquim Pi i Margall (Barcelona, 13 de juny de 1831 - Madrid, 17 de juliol de 1891) fou un pintor i gravador català, germà del polític Francesc Pi i Margall.

## Biografia

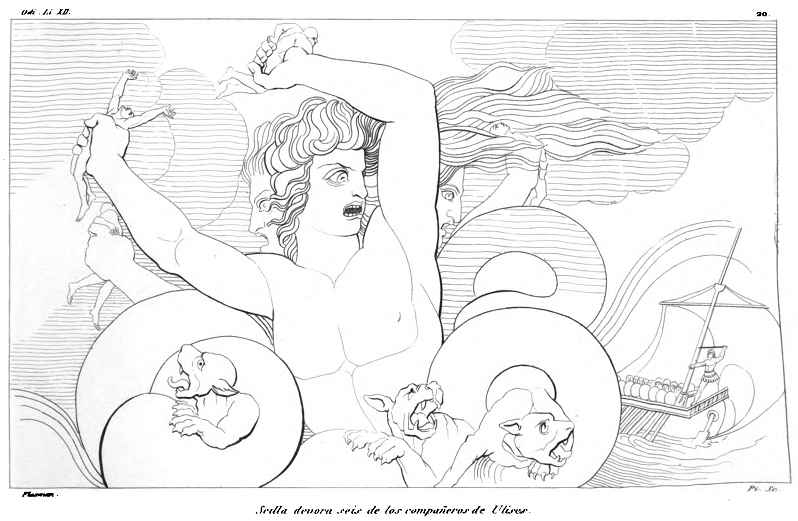
Scilla devora sis dels companys d'Ulisses, dibuix de John Flaxman, gravat de Pi i Margall, per a les Obras completas de Flaxman, 1860.

Va ser deixeble de l'Escola de Belles Arts de Barcelona i d'Antoni Roca, notable gravador. Traslladat a París, va acabar en l'Acadèmia Imperial els seus estudis, dedicant-se per complet al gravat en acer, amb prou feines conreat a Espanya. No va trigar molt temps al seu retorn a manifestar els seus avançaments i bon gust amb la publicació de les Obras completas de Flaxman i la Divina Comedia de Dante (1859-1860), treball notable que va cimentar sòlidament la seva reputació artística. Altres dues obres en acer va presentar en l'Exposició Nacional de 1860, obtenint una medalla de tercera classe: Detalles del salón de la casa llamada de Meza, a Toledo, i Los niños de la concha. En la següent Exposició (1862) presentà: Cúpula del patio de los Leones en el Alcázar de la Alhambra, Retrato de Don Narciso Monturiol, inventor de l'Ictíneo; Triunfo de la religión de Jesucristo, composta d'onze composicions dibuixades per l'artista alemany Joseph Führich i reproduïdes per Pi i Margall. També va il·lustrar la Descripción general de las monedas hispano-cristianas desde la invasión de los árabes (1865). Col·laborà en l'obra Museo Español de Antigüedades, va exercir interinament la càtedra de gravat a l'Escola de Belles Arts de Barcelona i va ser membre de l'Acadèmia de la ciutat.
Des del 1871 dirigí l'editorial Rivadeneyra. Tot i que no s'interessà per la política, fou elegit diputat del Partit Republicà Federal per Cervera a les eleccions generals espanyoles de 1873. Després continuà amb la seva tasca de gravador de llibres de clàssics grecs i medievals i de làmines d'autors contemporanis.

## Obres
- Obras de Flaxman grabadas al contorno
- Triunfo de la Religión de Jesucristo de Joseph Fuehrich
- Monumentos Arquitectónicos de España
- Descripción General de las variedades hispanocristianas
- Museo español de antigüedades